# Толсторылая игла-рыба
Толсторылая игла-рыба (лат. Syngnathus variegatus) — вид лучепёрых рыб семейства игловых.

## Описание
Количество туловищных колец 17—19(20), число хвостовых колец (37)38—41. Наибольшая длина тела 35—36 см, масса З0 г. Продолжительность жизни неизвестна. Тело очень длинное, низкий, не сжатое с боков, шершавое, с хорошо выраженными гранями. Есть спинной, грудные и анальный плавники. Обе половины грудной пояса неподвижны, снизу сросшиеся между собой, под ними есть нечетная брюшная пластинка, а передний (верхний) край этих половин с хорошо выраженной выемкой. Рыло относительно длинное (1,6—2 раза укладывается в длину головы), массивное и высокое (его высота составляет 8—12 % длины головы и 5—5,9 раза заключается в длину рыла). Окраска изменчива. Общий фон от светло-бурого, серого, почти мраморного до красноватого или темно-бурого. Брюхо серовато- или молочно-белое. На спине и боках имеются неправильной формы темные пятна и точки, а также поперечные бурые полосы, чередование которых вместе со светлыми промежутками предоставляет окраске заметной полосатости. На спинном плавнике имеется три (иногда и больше) скошенных продольных серовато-бурых полосок, образованных темными точками-пятнами. На хвостовом плавнике обычно есть поперечная темная полоска.

## Ареал
Распространение вида: прибрежные воды Средиземного, Адриатического, Эгейского, Мраморного, Чёрного морей.

## Биология
Биология изучена недостаточно. Морская рыба прибрежной зоны. Живёт среди или вблизи зарослей подводной растительности, среди скал и нагромождений камней, покрытых водорослями, где держится в одиночку или по 2—3 особи на глубинах более 2,5—3 м (до 15 м и более) в придонных слоях или в толще воды. Избегает сильного опреснения воды. Возраст, в котором начинает впервые размножаться, неизвестен, возможно, на 2—3-м годах жизни. Размножение идёт в прибрежной зоне среди растительности с конца апреля-начала мая до конца августа-начале сентября. У самок длиной 27,1—31,7 см с массой тела 15—24 г плодовитость составляла 198—969 икринок. Самец вынашивает потомство в специальной выводковой камере под хвостовым отделом, в которую принимает икру от нескольких самок. Питается беспозвоночными животными (ракообразными, личинками насекомых и т. п.), а также икрой и молодью рыб и мелкой рыбой.